# Pfettisheim
 Pfettisheim (en alsacià Pfetze) és un antic municipi i actual municipi delegat francès, situat a la regió del Gran Est, al departament del Baix Rin. L'any 1999 tenia 752 habitants.
A finals del 2015 es va unir al municipi de Truchtersheim per crear el nou municipi de Truchtersheim.

## Demografia
| 1962 | 1968 | 1975 | 1982 | 1990 | 1999 |
| ---- | ---- | ---- | ---- | ---- | ---- |
| 316  | 325  | 441  | 668  | 789  | 752  |

## Administració
| Període | Identitat     | Partit |
| ------- | ------------- | ------ |
| 2001-   | Angèle Panter |        |